# Јуика Сугасава
Јуика Сугасава (јап. 菅澤 優衣香; 5. октобар 1990) јапанска је фудбалерка.

## Репрезентација
За репрезентацију Јапана дебитовала је 2010. године. Са репрезентацијом Јапана наступала је на Светском првенству (2015). За тај тим одиграла је 60 утакмица и постигла је 17 голова.

## Статистика
| Јапан  | Јапан | Јапан |
| Год.   | Ута.  | Гол.  |
| ------ | ----- | ----- |
| 2010   | 6     | 0     |
| 2011   | 0     | 0     |
| 2012   | 4     | 2     |
| 2013   | 2     | 0     |
| 2014   | 12    | 6     |
| 2015   | 14    | 2     |
| 2016   | 1     | 0     |
| 2017   | 4     | 1     |
| 2018   | 17    | 6     |
| Укупно | 60    | 17    |